# Conrad Engelhardt
Conrad Engelhardt (* 26. März 1898 in Lüneburg; † 28. Oktober 1973 ebenda) war ein deutscher Marineoffizier, zuletzt Konteradmiral im Zweiten Weltkrieg.

## Leben
Engelhardt trat am 4. April 1916 während des Ersten Weltkriegs als Freiwilliger in die Kaiserliche Marine ein und kam zunächst an die Marineschule Mürwik (Crew IV/1916). Anschließend erfolgte seine Verwendung auf dem Großen Kreuzer Freya, dann auf dem Großlinienschiff Thüringen und schließlich ab 16. Dezember 1916 auf dem Großlinienschiff Ostfriesland. Hier erfolgte am 13. Januar 1917 seine Ernennung zum Fähnrich zur See sowie am 19. Juni 1918 die Beförderung zum Leutnant zur See.
Nach Kriegsende war Engelhardt vom 1. Dezember 1918 bis 20. August 1919 als Kompanieoffizier dem Neumärkischen Feldartillerie-Regiment Nr. 54 zugeteilt, war dann in gleicher Funktion kurzzeitig bis 25. September 1919 bei Küsten-Schutz-Bataillon Cuxhaven und versah anschließend Dienst im Küsten-Schutz-Regiment Wilhelmshaven. Beide Verbände waren Freikorps. Man stellte Engelhardt am 29. Oktober 1919 zur Verfügung des Chefs der Marinestation der Nordsee und entließ ihn am 13. November 1919 aus dem Militärdienst.
Engelhardt wurde am 1. Oktober 1923 zur Reichsmarine reaktiviert, besuchte nochmals die Marineschule Mürwik und absolvierte verschiedene Ausbildungslehrgänge. Vom 8. Mai 1924 bis 14. Februar 1926 fungierte er dann als Adjutant des Küsten-Schutz-Bataillons IV, wurde zwischenzeitlich am 1. Juli 1925 Oberleutnant zur See und kam im Anschluss daran als Navigations- und Wachoffizier auf den Flottentender Meteor. Am 18. Juni 1927 kommandierte man Engelhardt zu einem dreimonatigen Kursus an die Schiffsartillerieschule in Kiel-Wik. Darauf folgte am 29. September 1927 seine Versetzung als Wachoffizier auf das Torpedoboot Iltis, wo er die kommenden beiden Jahre Dienst versah. In der Funktion als Ausbildungsoffizier war Engelhardt anschließend für drei Jahre an der Küstenartillerieschule Wilhelmshaven. Danach folgte seine Verwendung als Rolloffizier auf dem Linienschiff Hessen, mit dem er u. a. auf Auslandsreise war und seine Beförderung zum Kapitänleutnant am 1. April 1932. Engelhardt erhielt dann am 24. September 1934 das Kommando über das Torpedoboot Kondor, welches er bis zum 27. September 1936 befehligte. Im Anschluss daran war Engelhardt bis 7. Oktober 1937 Kompaniechef bei der II. Marineartillerieabteilung in Wilhelmshaven. Als Korvettenkapitän (seit 1. April 1937) erhielt er wieder ein Bordkommando und wurde als Erster Artillerieoffizier auf das Panzerschiff Admiral Scheer versetzt. Hier verblieb er bis 6. November 1938 und kam dann nochmals als Ausbildungsleiter an die Schiffsartillerieschule.
Diese Stellung behielt Engelhardt über den Beginn des Zweiten Weltkriegs hinaus bis zum 13. September 1939 bei. Kurzzeitig fungierte er dann bis 3. Dezember 1939 als Flak-Gruppen-Kommandeur im Bereich Brunsbüttel, stieg dann zum Kommandeur im Abschnitt Brunsbüttel auf und wurde am 1. Januar 1940 zum Fregattenkapitän befördert. Am 25. Mai 1940 versetzte man ihn daraufhin als Chef des Stabes zumMarinebefehlshaber Nordfrankreich. Diese Funktion übte er zwei Monate aus und kam als Erster Admiralstabsoffizier in den Stab des Marinebefehlshabers Kanalküste. Darauf folgte am 15. Dezember 1940 seine Ernennung zum Kommandanten der Seeverteidigung Loire-Gironde. Von diesem Posten wurde Engelhardt am 15. Februar 1941 entbunden und kam als Zweiter Admiralstabsoffizier in den Stab des Marineverbindungsstab Italien mit Sitz in Rom versetzt. Von der Einrichtung der Dienststelle als Marinebefehlshaber D im Mai 1941 und später auch beim Admiral Ostland bis März 1943 war er Chef des Stabes.
Von März 1943 bis Januar 1944 war er Deutscher Seetransportchef Italien. Anschließend wurde er Chef der Schiffahrtsabteilung (Skl/Qu A VI) in der Seekriegsleitung und gleichzeitig Seetransportchef der Wehrmacht. Als solcher war er maßgeblich verantwortlich für die Schiffseinsätze bei der Rettung deutscher Ostflüchtlinge 1944/1945 (siehe Unternehmen Hannibal). Aus seiner Verfügungsgewalt über Transportraum ergab sich auch ohne besonderen Befehl die Zuständigkeit für den Flüchtlingstransport. Am 16. September 1944 wurde er Konteradmiral. Vom 24. Mai 1945 bis 2. Dezember 1946 befand er sich in britischer Kriegsgefangenschaft.
Nach dem Krieg war Engelhardt Sachbearbeiter bei der Forschungsstelle Ostsee an der Ost-Akademie in Lüneburg. In dieser Funktion plante er eine Dokumentation über die Rettungstaten zum Kriegsende, die jedoch an Zwistigkeiten verschiedener am Krieg Beteiligter und an ungenügenden Finanzmitteln scheiterte.
1951 heiratete er mir Rosemarie von der Goltz-Burkersdorf, geschiedene Ketels, eine Tochter des Konrad von der Goltz und der Hannah von Barby.

## Auszeichnungen
- Eisernes Kreuz (1914) II. Klasse[4]
- Spange zum Eisernen Kreuz II. Klasse
- Eisernes Kreuz (1939) I. Klasse
- Deutsches Kreuz in Gold am 11. September 1943[5]
- Ritterkreuz des Kriegsverdienstkreuzes mit Schwertern am 24. Februar 1945